# Mercaptopurin
Mercaptopurin (INN), auch 6-Mercaptopurin (6-MP), ist ein Analogon der Nukleinbasen Adenin und Guanin. Es wird als  Zytostatikum in der Chemotherapie der Leukämie sowie zur Langzeittherapie chronischer Darmentzündungen eingesetzt. Mercaptopurin wurde 1955 von Burroughs Wellcome patentiert. Als Arzneistoff wird teilweise das Monohydrat eingesetzt.

## Pharmakologie
Mercaptopurin ist ein Antimetabolit, das heißt, es wird bei der Zellteilung anstelle der Purinbasen Adenin und Guanin in die DNA eingebaut. Die entstehende DNA verliert dadurch ihre Funktion.
6-Mercaptopurin entsteht aus dem Prodrug Azathioprin durch Verstoffwechselung in der Leber. Gleichzeitig kann die Wirkung des 6-Mercaptopurins gesteigert werden, indem sein Abbau durch das Urikostatikum Allopurinol gehemmt wird. Dadurch können niedrigere Dosierungen angewandt werden, die weniger unerwünschte Nebenwirkungen hervorrufen.
Bei Unverträglichkeit von Azathioprin wird Mercaptopurin oft vertragen. Während in Deutschland zur Behandlung chronischer Darmentzündungen zunächst Azathioprin eingesetzt wird, beginnt man zum Beispiel in den USA fast ausschließlich mit Mercaptopurin.

## Pharmakogenetik
Mercaptopurin wird in einem zweizeitigen Prozess durch die Enzyme Thiopurin-Methyltransferase (TPMT) und Xanthinoxidase metabolisiert. Die TPMT zeigt einen relevanten Polymorphismus bei Menschen. Etwa 10 % der Bevölkerung weisen eine deutlich verminderte Enzymaktivität auf und etwa 0,3 % zeigen gar keine nachweisbare TPMT-Aktivität. Bei diesen Patienten kann es zu unerwartet hohen Toxizitäten kommen, wenn Mercaptopurin in „normaler“ Dosis verabreicht wird. Besonders betroffen ist die Blutbildung, wo es zu einer ausgeprägten Zytopenie (Leukopenie, Anämie, Thrombopenie) kommen kann. Ursache der verminderten oder fehlenden Enzymaktivität sind Mutationen im Gen für TPMT. Drei Allele (TPMT *2, *3A und *3C), sind für etwa 80–95 % der Fälle von verminderter TPMT-Aktivität verantwortlich. Diagnostisch wird die TPMT-Aktivität meist in den Erythrozyten bestimmt, so dass diese Untersuchung durchgeführt werden sollte, bevor der Patient Bluttransfusionen erhalten hat, da dann die Enzymaktivität falsch normal sein kann.

## Isomerie
Die chemische Formel von Mercaptopurin kann in mehreren tautomeren Grenzstrukturen abgebildet werden.

## Handelsnamen
- Puri Nethol 50mg (EU), MERCAPTOPURIN Medice 10 mg (EU), Purinethol (D, USA), Xaluprine (D)